# Pierre Garchery
Pierre Claude François Garchery est un homme politique français né le 8 mai 1750 à Montcenis (Saône-et-Loire) et décédé le 2 novembre 1815 au même lieu.

## Biographie
Avocat, procureur du roi du bailliage de Montcenis, il est député de Saône-et-Loire de 1791 à 1792, siégeant avec la majorité. Il est ensuite conseiller général du canton de Montcenis de 1800 à 1810 et juge de paix de 1802 à 1812, puis maire de Montcenis.

## Sources
- « Pierre Garchery », dans Adolphe Robert et Gaston Cougny, Dictionnaire des parlementaires français, Edgar Bourloton, 1889-1891 [détail de l’édition]